# Râul Tulburea, Uz
Râul Tulburea este un curs de apă, afluent al râului Uz. 

## Hărți
- Harta Munții Nemira  Arhivat în 14 aprilie 2010, la Wayback Machine.

]